# Mas (ort i Indonesien)
Mas är en ort i Indonesien. Den ligger i den östra delen av landet, 2 900 km öster om huvudstaden Jakarta. Mas ligger 278 meter över havet och antalet invånare är 320. Den ligger på ön Pulau Karas.
Terrängen runt Mas är kuperad åt nordost, men söderut är den platt. Havet är nära Mas åt sydost.  Det finns inga andra samhällen i närheten. 